# Los Alamitos (Dr. Belisario Domínguez)
Los Alamitos fue un asentamiento en el municipio de Dr. Belisario Domínguez, Chihuahua, México. Estaba situado a una altitud de 1717 metros.

## Demografía
En 2000 tenía una población de 7 habitantes, pero, en 2010, ya tenía una población de un solo habitante. Finalmente, los responsables del censo mexicano del año 2020 decidieron declarar como deshabitada esta comunidad.